# Цветков, Валерий Владимирович
Валерий Владимирович Цветков (род. 5 ноября 1977, Псков, СССР) — российский футболист, защитник и полузащитник.

## Карьера
Воспитанник псковского футбола, тренер А. С. Лебедев. Начал привлекаться к составу псковского «Машиностроителя» в 16 лет. В 17 лет получил травму спины, а затем в течение двух лет служил армии (в железнодорожных войсках, часть базировалась на станции Мга, уволился в чине старшего сержанта), после чего вернулся в Псков, где под руководством Э. В. Малофеева играл в первенстве КФК и втором дивизионе.
Летом 2000 года перешёл в санкт-петербургский «Зенит», где на высшем уровне выступал в 2000—2005 годах.
В 2007 году выступал за любительский клуб «Северная Пальмира».
11 мая 2008 года объявил о завершении футбольной карьеры из-за травмированных коленей.
В 2011—2013 годах работал в тренерском штабе ФК «Русь» (Санкт-Петербург): сначала помощником Валерия Четверика, затем возглавлял команду в тандеме с Григорием Михалюком, после чего был помощником Михалюка и Александра Горшкова.

## Достижения
«Зенит»:
- Серебряный призёр Чемпионата России: 2003
- Бронзовый призёр Чемпионата России: 2001
- Финалист Кубка России: 2002
- Обладатель Кубка Премьер-лиги (2003)
- Финалист Кубка Интертото: 2000

«Псков»:
- Чемпион России среди любителей: 1999
- Победитель первенства МРО «Северо-Запад»: 1999
- Обладатель Кубка МРО «Северо-Запад»: 1999

## Личная жизнь
Женат. Две дочери.